# Material Girls
 Material Girls és una pel·lícula estatunidenca dirigida per Martha Coolidge, estrenada el 2006.

## Argument
Les germanes Marchetta són hereves d'una marca de cosmètiques. En una festa en el seu honor el seu pare és acusat d'haver creat una crema que produeix urticària. Havent perdut tota la seva fortuna les germanes Tanzie i Ava es llancen a una investigació per intentar disculpar el seu pare i recuperar la seva societat.

## Repartiment
- Hilary Duff: Tanzie Marchetta
- Haylie Duff: Ava Marchetta
- Anjelica Huston: Fabiella
- Brent Spiner: Tommy Katzenbach
- Lukas Haas: Henry Baines
- Joanne Baró: Gretchen
- Marcus Coloma: Rick
- Maria Conchita Alonso: Inez
- Ty Hodges: Étienne
- Phillip Casnoff: Victor Marchetta